# Ваља Сатулуј (Олт)
Ваља Сатулуј (рум. Valea Satului) насеље је у Румунији у округу Олт у општини Вулпени. Oпштина се налази на надморској висини од 172 m.

## Становништво
Према подацима из 2002. године у насељу је живело 279 становника, од којих су сви румунске националности.